# بيلبورد 200

الشعار الرسمي لمجلة بيلبورد

البيلبورد 200 هو تصنيف لأعلى 200 ألبوم موسيقي واسطوانة مطولة مبيعاً في الولايات المتحدة، ينشر أسبوعياً بواسطة مجلة بيلبورد. وكثيراً ما يستخدم للتعبير عن شعبية فنان أو مجموعة من الفنانين. الألبوم الذي يصبح أكثر مبيعاً خلال الأسبوع يطلق عليه "Number Ones" أو «المرتبة الأولى».
تستند القائمة فقط على مبيعات الألبومات في الولايات المتحدة (تجزئة ورقميا على حد سواء). يبدأ أسبوع تتبع المبيعات من يوم الاثنين وينتهي يوم الأحد. يتم نشر مخطط جديد الخميس التالي مع تاريخ إصدار في يوم السبت من الأسبوع التالي.
مثال:
الاثنين 1 يناير - يبدء أسبوع تتبع المبيعات
الأحد 7 يناير - ينتهي أسبوع تتبع المبيعات
الخميس 11 يناير - يتم نشر قائمة جديد، مع تاريخ الإصدار من السبت 20 يناير

## تاريخ التسمية
تشمل التسميات التي عُرِفَ بها التصنيف على مر تاريخه كلًا من:
- بيلبورد توب إل بيز (1961–1972)
- بيلبورد توب إل بيز أند تيبس (1972–1984)
- بيلبورد توب 200 ألبومز (1984–85)
- بيلبورد توب بور ألبومز